# 食玩CD
食玩CD（しょくがんシーディー）は、スナック菓子・チョコレート菓子等のパッケージの中に音楽CD（CD-ROM）を入れて販売している商品の形態である。

## 解説
2000年に登場した。2003年に江崎グリコから『タイムスリップグリコ　青春のメロディーチョコレート』が発売されブームの火付け役となり、2005年までが最盛期だった。
同梱されるCDは通常、8センチCDである。これは、8cmCDの最大収録時間が約22分程度であることと、従来の12cmCDでは大きさ・製造コスト・陳列スペースに問題があることからくるものである。収録楽曲は表題曲が1曲だけ入っていることが主で、カップリング曲は入っていないことが多い。8センチCDの収録時間でも普通に入れることが出来るが、製菓メーカーが支払うJASRACが持つ著作権料、レコード会社が持つ原盤権料、音楽出版社が持つ出版権料における経費節約の都合上によるものだった。シリーズによっては、2曲目のトラックにタイアップしている作品の効果音も入れることがあった。
楽曲のラインナップも、1960年代から1980年代までの流行歌（歌謡曲・演歌・アニメソング・子供番組の童謡など）が主で、基本的にシングルレコードのジャケット写真を8センチCDサイズに縮小していた。

## 影響
食玩CDブームが起こった2003年、1月〜11月の8センチCDの生産枚数が日本レコード協会調べで1709万5000枚と前年同期の2倍以上を記録した。
食玩CDに採用されたアーティストのベスト・アルバムの売上が伸びるという影響もあった。2003年、キャンディーズは前年の1.5倍、吉田拓郎は3倍、久保田早紀は4倍以上の売上を記録した。

## 食玩CDを発売した実績のあるメーカーと商品

### 北陸製菓

#### ReCD
2004年10月25日発売
- 「いとしのマックス（マックス・ア・ゴーゴー）」荒木一郎／クレイジーケンバンドwith荒木一郎
- 「GO!GO!レンタカー」田辺靖雄&中尾ミエ／ゴーグルエース
- 「ZenZenブルース」中山千夏／渚ようこ
- 「五ひきの仔ブタとチャールストン」森山加代子／Umekichi
- 「サン・トワ・マミー」越路吹雪／夜のストレンジャーズ
- 「本牧ブルース」ザ・ゴールデン・カップス／ザ・ヤング
- 「恋のバカンス」ザ・ピーナッツ／スーツケースローズ
- 「恋をしようよジェニー」ザ・カーナビーツ／ザ・キャプテンズ
- 「ひょっこりひょうたん島」前川陽子&ヤング・フレッシュ／花団
- 「帰って来たヨッパライ」ザ・フォーク・クルセイダーズ／ミルクティース
- 「砂に消えた涙」弘田三枝子／メトロ・トリップ
- 「ブルー・ライト・ヨコハマ」いしだあゆみ／ザ・シロップ

### ブルボン

#### The Audition
2000年10月発売。ソニー・ミュージックエンタテインメントとの共同企画「21世紀ガールズユニット結成キャンペーン」の一環として登場し、元ZONEのTOMOKA（当時は西村朝香）などが参加し、オーディションという名目で商品化された。購入者は10人の中から3人を選出し、同封のハガキに書いて投票して選出し、アイドルグループとしてCDデビューするという趣旨であった（投票期間は2000年10月24日〜2001年1月31日）。キャッチフレーズは「プロデューサーはキミだ!!」。結果、澤亜沙美、待島佐和子、西村朝香の3人が選ばれチュエル'sとして2001年5月9日に「風と光とうたと」を発売する。グループ名はブルボンの新製品「チュエル」にちなみ、「風と光とうたと」も「チュエル」のCMソングに起用された。ランタイムミュージックエンタテインメントの所属者が多数オーディションに参加しており選ばれた3人は全員ランタイム所属者であった。規格番号はTDDD 903**でありソニーミュージック制作。
参加アーティスト (番号はエントリーナンバー)
1. 澤亜沙美
2. 奈良安由加 (後にMARIAに加入するあゆか)
3. 待島佐和子
4. 佐久間あず沙
5. 成田望美
6. 田中友可里
7. 西村朝香 (後にZONEに加入するTOMOKA)
8. 外山恵梨
9. 安岡彩花
10. 山下いづ美

#### MUSIC FACTORY
2001年12月18日発売。チョコレートに小室哲哉プロデュースの新人ユニット（Female non Fiction、R9）のシングルCD1枚が付属した。

#### 懐メロクッキー
チョコバタークッキーに1960年代～80年代にかけて流行した歌謡曲のシングルCD1枚が付いた商品。全9種類。価格は280円。2003年4月22日から5月5日までの期間限定発売。取り扱いはローソンのみ。
- 来生たかお - 「夢の途中」
- ザ・キングトーンズ - 「グッド・ナイト・ベイビー」
- 尾崎紀世彦 - 「また逢う日まで」
- 欧陽菲菲 - 「ラヴ・イズ・オーヴァー」
- もんた&ブラザース - 「ダンシング・オールナイト」
- 加藤登紀子 - 「ひとり寝の子守唄」
- C-C-B - 「Romanticが止まらない」
- 小椋佳 - 「さらば青春」
- 喜納昌吉&チャンプルーズ - 「花〜すべての人の心に花を〜」

#### J'sポップスの巨人たち
上記「懐メロクッキー」のヒットを受けての第二弾。チョコクッキー入りの食玩CDで、架空のシングルジャケットでアーティストごとにパッケージされている。数量限定。累計で300万個を販売（2003年12月時点）。
- フォーク/ニューミュージック黄金時代編
2003年10月28日より、日本全国で順次発売
  - 吉田拓郎 - 「結婚しようよ」「旅の宿」
  - はしだのりひことクライマックス - 「花嫁」/ はしだのりひことシューベルツ - 「風」
  - 南沙織 - 「17才」「潮風のメロディ」
  - 甲斐バンド - 「HERO（ヒーローになる時、それは今）」「安奈」
  - 渡辺真知子 - 「かもめが翔んだ日」「唇よ、熱く君を語れ」
  - 久保田早紀 - 「異邦人」「オレンジ・エアメール・スペシャル」
  - 南佳孝 - 「モンロー・ウォーク」「スローなブギにしてくれ」
  - ペドロ&カプリシャス - 「五番街のマリーへ」「ジョニィへの伝言」
  - さだまさし - 「線香花火」「秋桜」
- 80'sポップス編
2003年12月16日より、日本全国で順次発売[7]
  - チェッカーズ - 「星屑のステージ」「ジュリアに傷心」
  - レベッカ - 「フレンズ」「RASPBERRY DREAM」
  - 中村あゆみ - 「翼の折れたエンジェル」「ちょっとやそっとじゃCAN'T GET LOVE」
  - 杉山清貴&オメガトライブ - 「ふたりの夏物語」「ガラスのPALM TREE」
  - 中森明菜 - 「セカンド・ラブ」「少女A」
  - 一風堂/土屋昌巳 - 「すみれ September Love」「東京バレエ（TOKYO BALLET）」
  - TM NETWORK - 「Get Wild」「Be Together」
  - 尾崎亜美 - 「オリビアを聴きながら」「天使のウィンク」
  - 本田美奈子 - 「1986年のマリリン」「Oneway Generation」

#### その他
- 懐かしのオールナイトニッポンキャンデー 60's～80's BEST Selection
オールナイトニッポンで人気を博したパーソナリティの番組ダイジェストと当時よくかけていた楽曲を1曲収録。
2004年4月27日より、日本全国で順次発売[8]。
- 懐かしのアニメソングコレクション
2004年3月30日発売[9]
- 80's アイドルコレクション

### カバヤ
- Memory Time ガム 懐かしのアメリカンポップス編
2004年4月13日発売[10]。
- ゲーム伝説

### 江崎グリコ

#### タイムスリップグリコ　青春のメロディーチョコレート
2003年北海道・東北地域の先行発売ののち、全国発売。レコードを模したCD。価格は300円。どのCDが入っているかは購入後開けてみないと分からない。18曲のラインナップの他に数曲のシークレットが存在した。

##### 第1弾
2003年6月発売。累計で600万個以上を販売した（2003年12月時点）。
- キャンディーズ - 「ハートのエースが出てこない」
- 太田裕美 - 「木綿のハンカチーフ」
- 桑名正博 - 「セクシャルバイオレットNo.1」
- ザ・ピーナッツ - 「恋のフーガ」
- ザ・タイガース - 「銀河のロマンス」
- アグネス・チャン - 「ひなげしの花」
- アン・ルイス - 「六本木心中」
- フィンガー5 - 「学園天国」
- 石川ひとみ - 「まちぶせ」
- 布施明 - 「君は薔薇より美しい」
- 桑江知子 - 「私のハートはストップモーション」
- ガロ - 「学生街の喫茶店」
- YMO - 「ライディーン」
- 山下久美子 - 「赤道小町ドキッ」
- 来生たかお - 「Goodbye Day」
- 井上堯之バンド - 「傷だらけの天使」
- サーカス - 「Mr.サマータイム」
- 松崎しげる - 「愛のメモリー」

シークレット
- アン・ルイス - 「恋のブギ・ウギ・トレイン」
- キャンディーズ - 「危い土曜日」
- ザ・タイガース - 「花の首飾り」
- 三木聖子 - 「まちぶせ」

##### 第2弾
2004年2月発売。
- 沢田研二 - 「勝手にしやがれ」
- 加山雄三 - 「お嫁においで」
- 八神純子 - 「想い出のスクリーン」
- 吉川晃司 - 「モニカ」
- 矢野顕子 - 「春咲小紅」
- ハイ・ファイ・セット - 「フィーリング」
- 辺見マリ - 「経験」
- 中森明菜 - 「スローモーション」
- チェッカーズ - 「ギザギザハートの子守唄」
- アリス - 「冬の稲妻」
- 原田知世 - 「時をかける少女」
- グレープ - 「精霊流し」
- 尾崎亜美 - 「マイ・ピュア・レディ」
- 大橋純子 - 「たそがれマイ・ラブ」
- オリジナル・サウンドトラック「太陽にほえろ！」
- 坂本九 - 「見上げてごらん夜の星を」
- ダウン・タウン・ブギウギ・バンド - 「港のヨーコ・ヨコハマ・ヨコスカ」
- 松山千春 - 「季節の中で」
- サディスティックミカバンド - 「タイムマシンにおねがい」
- 植木等 - 「ハイそれまでヨ」

シークレット
- 原田知世 - 「時をかける少女」（ジャケット違い）
- ハイ・ファイ・セット - 「卒業写真」
- 沢田研二 - 「時の過ぎゆくままに」
- 吉田拓郎 - 「イメージの詩」
- 子門真人 - 「およげ！たいやきくん」

#### タイムスリップグリコ　グループサウンズ編
2004年11月16日発売。
- ブルー・コメッツ　-　ブルーシャトゥ
- パープル・シャドウズ　-　小さなスナック
- ブルー・コメッツ　-　北国の二人
- ザ・タイガース　-　花の首飾り
- モップス　-　たどりついたらいつも雨ふり
- ズー・ニー・ヴー　-　白いサンゴ礁
- ザ・ジャガーズ　-　君に会いたい
- ザ・タイガース　-　銀河のロマンス
- ヴィレッジ・シンガーズ　-　亜麻色の髪の乙女
- ザ・カーナビーツ　-　好きさ好きさ好きさ
- オックス　-　スワンの涙
- ザ・ダイナマイツ　-　トンネル天国
- ザ・ワイルドワンズ　-　想い出の渚
- ザ・ワイルドワンズ　-　想い出の渚（ジャケ写真違い）
- ザ・ゴールデン・カップス　-　長い髪の少女
- ザ・タイガース　-　シーサイド・バウンド
- ザ・タイガース　-　君だけに愛を

#### その他
2003年の阪神タイガース戦の実況と元朝日放送アナウンサー、植草貞夫のナレーションを収録。地域限定販売。
- 阪神タイガースチョコ＜逆転劇場＞
2003年11月4日発売[12]
- 阪神タイガースチョコ＜逆転劇場＞完結編
2003年12月8日発売。

### メガハウス
- ゲームサウンドミュージアム ファミコン編
2004年4月発売[13]。
- ゲームサウンドミュージアム ナムコット編
2004年12月発売[14]。

### ネスレコンフェクショナリー
- キットカットCDパック
breaktown LABELを参照。

### 森永製菓
- ベストヒッツ！ハリウッドチョコフレーク(CD-ROM)
2004年6月22日より、日本全国で順次発売[15]

### ロッテ
- 歌のアルバム（ガーナミルクチョコレートのミニ版入り）
2004年発売。司会を務めていた玉置宏のナレーション（食玩CDの制作に合わせて新規収録）と放送当時の歌謡曲を1曲収録。

### バンダイ
- お菓子CD なつかしのヒーロー&ヒロインヒット曲集（第1弾〜第3弾）
第1弾 - 2003年9月発売[16]。累計で200万個を販売[1]（2003年12月時点）。
第2弾 - 2004年2月発売[17]
第3弾 - 2004年5月発売[18]
食玩ではないが、『アニメージュ』2004年6月号付録の鎌田直純・山路ゆう子「幸せの予感」（『未来少年コナン』エンディングテーマ）のCDも、ジャケット裏面が本シリーズと同形態であった。
- お菓子CD ドラえもんヒット曲集
2004年2月発売[19]
- お菓子CD 仮面ライダースペシャル
2004年発売

### タカラ
厳密には食玩ではなく、タカラが販売する入浴剤入り商品「浴玩」（よくがん）シリーズの一種である。
- 昭和おもひで歌謡
2003年12月発売。
- オルゴールバスタイム
2004年1月発売。J-POPのヒット曲をオルゴール編曲して収録。

### ドリームズ・カム・トゥルー
- ピンク・レディー ヒットナンバーコレクション
2004年4月30日発売[20]。

### ハピネット・ロビン
- 洋楽パラダイス
2004年6月発売[21]。

### トミー
- 稲川淳二のこわい話
2004年発売

### サントリー
- BOSSオリジナルCD
2003年9月発売。ボス「深煎りSuper」「仕事中」「休憩中」の6缶パックに付属したCD。累計で100万個を販売[1]（2003年12月時点）。
- 懐かしのCD
2004年に実施された「WHISKY&MUSICキャンペーン」の期間中、ウイスキーに付属したCD[22]。

### 日本コカ・コーラ
ジョージアのキャンペーンCD。
- 洋楽ベストヒッツ70's-80's
2005年12月
- ぼくらの80年代アイドル Single Collection
2006年2月